# Fiat A.22
Il Fiat A.22 era un motore aeronautico 12 cilindri a V di 60° raffreddato ad acqua prodotto dall'azienda italiana Fiat Aviazione tra gli anni venti e gli anni trenta.

## Storia

### Sviluppo
L'A.22 venne progettato nella metà degli anni venti dall'ingegner Tranquillo Zerbi come sviluppo del precedente A.20. Simile nelle caratteristiche costruttive se ne differenziava per le dimensioni maggiori e di conseguenza anche le caratteristiche. Il propulsore venne avviato alla produzione nel 1926 e venne realizzato in numerose versioni venendo adottato come propulsore da diversi velivoli tra cui i ricognitori R.22.

### L'A.22T
La necessità di poter disporre di un motore per poter dotare velivoli da primato ed idrocorsa diede l'opportunità a Zerbi di sviluppare una versione più prestante del suo motore al quale venne assegnata la denominazione A.22T.
Prodotto dal 1928, era caratterizzato da un basamento, coppa dell'olio e scatola posteriore dei ruotismi realizzati in alluminio, era capace di erogare una potenza normale di 570 CV (419 kW) a 1 900 giri/min e che arrivava alla potenza massima 620 CV (456 kW) a 2 100 giri/min.

## Versioni

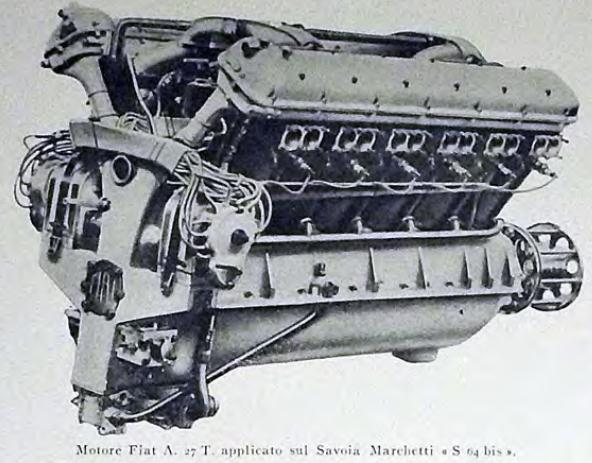
Il motore che montò l'idrovolante Savoia-Marchetti S.64

A.22
versione di serie
A.22R
versione dotata di riduttore di velocità interposto all'albero dell'elica.
A.22T
versione speciale realizzata per equipaggiare velivoli da primato. Potenza massima 620 CV (456 kW) a 2 100 giri/min.

## Velivoli utilizzatori
Italia
- Fiat-Ansaldo A.120
- Fiat R.22
- Savoia-Marchetti S.55
- Macchi M.39 (idrocorsa)
- Macchi M.52
- Savoia-Marchetti S.64 (aereo da primato)